# Theodor Puff
Theodor Puff (27 novembre 1927 – 9 maggio 1999) è stato un calciatore tedesco, di ruolo difensore.

## Carriera

### Club
Fu un giocatore per quattordici anni del Saarbrücken.

### Nazionale
Giocò per la sua nazionale dodici partite senza segnare nessuna rete, risulta quinto per numero di presenze alla pari con Herbert Binkert.

## Palmarès

### Club

#### Competizioni nazionali
- Ehrenliga Saarland: 1

Saarbrücken: 1950-1951